# Unités de volontaires italiens au service de la France
 (mars 2011).
Si vous disposez d'ouvrages ou d'articles de référence ou si vous connaissez des sites web de qualité traitant du thème abordé ici, merci de compléter l'article en donnant les références utiles à sa vérifiabilité et en les liant à la section « Notes et références ».
Pour un article plus général, voir Unités de volontaires étrangers au service de la France.
Le contingent italien a été d'une importance numérique significative dans les armées de Napoléon Ier. De nouvelles unités de volontaires italiens sont constitués pour défendre la France menacée par la Prusse en 1870, sous l'égide de Garibaldi et ses petits-fils lèvent de la même façon des volontaires en 1914.

## Les légions dans les armées napoléoniennes
En 1796, l'armée française d'Italie, aux ordres du général Corse Napoléon Bonaparte, envahit le nord de l'Italie. Les troupes françaises accumulent les victoires militaires face aux Piémontais puis face aux Autrichiens. Au cours de cette progression, deux légions italiennes sont créées, la légion lombarde et la légion cispadane. La première possède un bon effectif, au moins l'équivalent d'une demi-brigade française. Cette légion lombarde sera présente à Arcole, mais ne connait son baptême du feu que quelque temps plus tard face aux troupes pontificales. L'autre légion, la légion cispadane, connait un engagement du côté de Mantoue, pour aider les militaires français. Elle s'occupe surtout de disperser les paysans italiens révoltés et reprendre à ses insurgés plusieurs villes d'Italie. Après la première campagne d'Italie (1796-1797), le traité de Campo-Formio est signé. Il consacre le triomphe des armées révolutionnaires françaises. Les français s'occupent alors de croitre les effectifs italiens. D'autres unités italiennes sont alors créées au fur et à mesure des années de présence française en Italie du nord le plus souvent par le recours à la conscription obligatoire ce qui déclenche le mécontentement des populations. Toutefois, les troupes françaises sont encore présente en 1799, puisqu'un traité assure leur présence en Italie pour la défense des républicains italiens. En 1799, vingt-cinq mille soldats français sont encore présents dans le nord de l'Italie[réf. nécessaire]. Les succès des Autrichiens et des Russes expulsent pour un temps les troupes françaises et alliés. Les patriotes italiens épris de liberté que leur a inspiré la Révolution française se réfugient en France. Le directoire français ordonne alors la création d'une légion italique, composée de huit mille Italiens et commandée par Lechi. S'ensuit la campagne d'Italie de 1800. Ayant réuni l'armée française de réserve à Dijon, Bonaparte pénètre en Suisse, conservée l'année précédente par la victoire française de Zürich, puis arrive dans le nord de l'Italie. Les troupes françaises remportent alors les victoires de Montebello et de Marengo. La convention d'Alexandrie provoque l'évacuation du nord de l'Italie par les Autrichiens vaincus. L'ensemble des patriotes italiens profite alors de la victoire pour revenir en Italie et se remettre au service des gouvernements républicains italiens.

## Le soutien de Garibaldi (1870)
Un détachement de Carabiniers génois combat en France contre les Prussiens. Garibaldi donne l'ordre aux troupes italiennes de la 1re brigade de l’armée des Vosges commandée par le général Bossack puis par Canzio de défendre Dijon les 21, 22 et 23 janvier 1870. Des mobilisés de différents départements français sont incorporés aux Garibaldiens qui subissent l'attaque du général von Kettler destinée à protéger la marche du général prussien Manteuffel vers l’Est. Canzio rentre en Italie avec le grade de colonel brigadier, Garibaldi l'élève au grade général de l'armée des volontaires, qui désormais n'existe plus.